# Jake LaMotta
Jake LaMotta (Bronx, New York, 1922. július 10. – Miami, Florida, 2017. szeptember 19.) amerikai profi ökölvívó.
Eredeti neve Giacobe LaMotta, a boxtörténelembe „Bronxi Bika” néven vonult be. 1947 és 1950 között középsúlyú világbajnok volt.

## Élete
Bronxban, nehéz körülmények között nőtt fel, és fiatalon börtönbe került, ahol boxolni kezdett. Első profi mérkőzését 1941-ben vívta. 1943-ban országos ismertségre tett szert azzal, hogy Sugar Ray Robinson első legyőzője lett. Pályafutása során e nagy ellenfelével hatszor küzdött meg.
1949. június 16-án legyőzte Marcel Cerdant, és ezzel megszerezte a középsúlyú világbajnoki címet, amit a következő évben két alkalommal is megvédett (Tiberio Mitrivel, illetve Laurent Dauthuille-lel szemben). Utolsó összecsapásukon, 1951. február 14-én azonban Robinson elvette tőle a címet.
LaMottának összesen 106 profi mérkőzése volt, ezek során egyszer sem tudták kiütni. 83-szor győzött (30-szor kiütéssel), 19-szer vesztett, és 4 mérkőzése döntetlennel végződött. 1954-ben vonult vissza.

## Alakja a művészetben
Róla készült az 1980-ban bemutatott Dühöngő bika (Raging bull) című film, amelyet Martin Scorsese rendezett, és amelyben LaMottát Robert De Niro alakítja.